# Municipio de Greenville (Pensilvania)
El municipio de Greenville (en inglés: Greenville Township) es un municipio ubicado en el condado de Somerset en el estado estadounidense de Pensilvania. En el año 2000 tenía una población de 718 habitantes y una densidad poblacional de 11 personas por km².

## Geografía
El municipio de Greenville se encuentra ubicado en las coordenadas 39°44′00″N 78°57′29″O / 39.73333, -78.95806.

## Demografía
Según la Oficina del Censo en 2000 los ingresos medios por hogar en la localidad eran de $31,058 y los ingresos medios por familia eran $33,295. Los hombres tenían unos ingresos medios de $25,391 frente a los $20,313 para las mujeres. La renta per cápita para la localidad era de $11,445. Alrededor del 29,4% de la población estaban por debajo del umbral de pobreza.